# Okres Szombathely

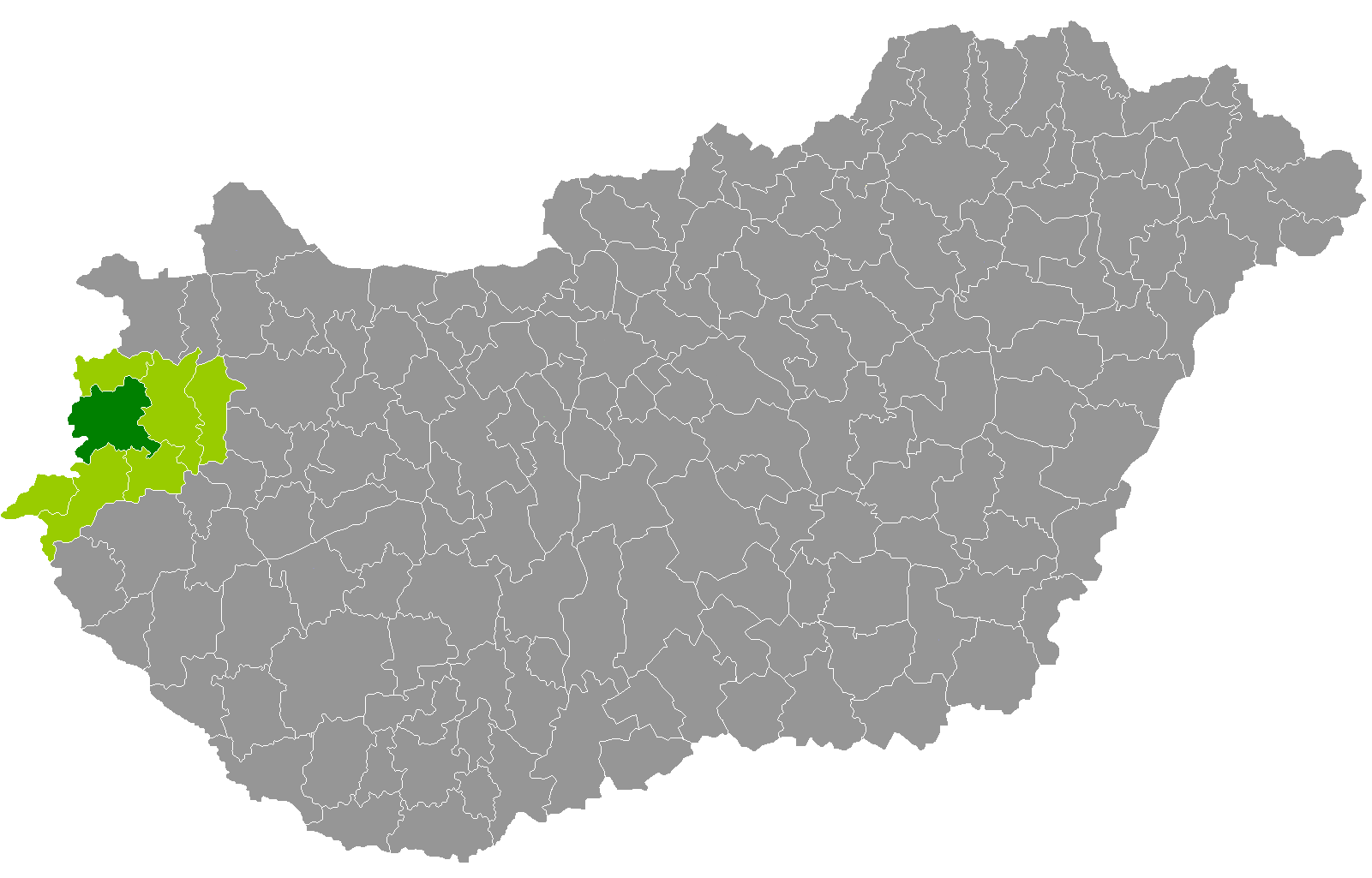
Okres Szombathely

Okres Szombathely (maďarsky Szombathelyi járás) je okres v Maďarsku v župě Vas. Jeho správním centrem je město Szombathely.

## Sídla
V okrese jsou dvě města a 38 obcí, jimiž jsou :
| - Acsád - Balogunyom - Bozzai - Bucsu - Csempeszkopács - Dozmat - Felsőcsatár - Gencsapáti - Gyanógeregye - Horvátlövő - Ják - Kisunyom - Meszlen - Nárai | - Narda - Nemesbőd - Nemeskolta - Perenye - Pornóapáti - Rábatöttös - Rum - Salköveskút - Sé - Sorkifalud - Sorkikápolna - Sorokpolány - Söpte | - Szentpéterfa - Szombathely - Tanakajd - Táplánszentkereszt - Torony - Vasasszonyfa - Vaskeresztes - Vassurány - Vasszécseny - Vasszilvágy - Vát - Vép - Zsennye |